# Cerro el Huehuenton
Cerro el Huehuenton är ett berg i Mexiko.   Det ligger i kommunen Tenamaxtlán och delstaten Jalisco, i den centrala delen av landet, 500 km väster om huvudstaden Mexico City. Toppen på Cerro el Huehuenton är 1 607 meter över havet.
Terrängen runt Cerro el Huehuenton är kuperad åt nordost, men åt sydväst är den platt. Runt Cerro el Huehuenton är det ganska glesbefolkat, med 21 invånare per kvadratkilometer. Närmaste större samhälle är Tenamaxtlán, 4,3 km öster om Cerro el Huehuenton. Omgivningarna runt Cerro el Huehuenton är en mosaik av jordbruksmark och naturlig växtlighet.